# Oreoptygonotus belonocercus
Oreoptygonotus belonocercus är en insektsart som beskrevs av Liu, Jupeng 1981. Oreoptygonotus belonocercus ingår i släktet Oreoptygonotus och familjen gräshoppor. Inga underarter finns listade i Catalogue of Life.